# Telescopio zenitale

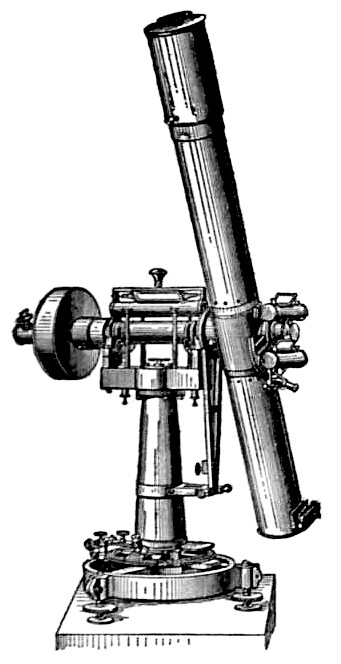
Telescopio zenitale

Un telescopio zenitale è un tipo di telescopio progettato per puntare verso l'alto in corrispondenza o in prossimità dello zenit. Questo tipo di telescopio viene utilizzato per la misurazione di precisione della posizione delle stelle e quindi per la determinazione della latitudine, spesso con il metodo di Horrebow-Talcott grazie alla estrema precisione del quale si studiano le minime variazioni di latitudine. 
Un telescopio zenitale classico, noto anche come settore zenit, impiega una robusta montatura altazimutale, dotata di viti di livellamento. Livelle estremamente sensibili sono collegate alla montatura del telescopio per effettuare misurazioni angolari e il telescopio ha un oculare dotato di un micrometro.
Il micrometro è il principale accessorio di un telescopio zenitale, permettendo di misurare con grande precisione gli spostamenti relativi di un sottilissimo filo (filo di ragno) che va a sovrapporsi al moto della stella. È costituito da due sottili lamine di vetro a facce piane e parallele, una delle quali è solidale con il telescopio, mentre l'altra, fissata ad una slitta per mezzo di una vite micrometrica, è libera di muoversi parallelamente alla prima. Col metodo di Horrebow-Talcott è possibile, ad esempio, misurare la piccola dissimmetria di due stelle rispetto allo zenit, al momento dell'osservazione e quindi ottenere un valore di variazione della latitudine astronomica.
Telescopi zenit di alta precisione (e a costruzione fissa) sono stati utilizzati anche circa fino ai primi anni Ottanta del XX secolo per tracciare per esempio la posizione del polo Nord della Terra o la posizione dell'asse di rotazione terrestre. Fino a quando le misurazioni radioastronomiche con i quasar hanno misurato la rotazione della Terra attorno al proprio asse con un precisione di diversi ordini di grandezza maggiore rispetto al tracciamento ottico. 
Il NASA Orbital Debris Observatory, che utilizzava uno specchio liquido con una apertura di 3 m di diametro, ed il Large Zenith Telescope che utilizza uno specchio liquido con una apertura di 6 m di diametro, sono entrambi telescopi zenitali in quanto l'utilizzo dello specchio liquido impone che questi telescopi possano puntare solo verso l'alto. Il fatto di poter puntare solo verso l'alto può sembrare una grave limitazione, ma è una configurazione del tutto adeguata per studiare campioni rappresentativi di stelle, galassie e anche la "spazzatura spaziale" in orbita attorno alla Terra.